# ルート9
ルート9（るーとないん）は、落語芸術協会所属の二ツ目落語家・講談師9名をメンバーとして、2021年4月から開催している自主公演の名称。

## 概要
- 落語芸術協会の二ツ目9人で構成された若手落語家ユニット。
- 集客数、グッズ売り上げ、YouTubeのイイね数で審査し、チーム順位をつけて競う、新しい形の落語会[1]。
- 2023年シーズンまでは、隔週、3人ずつの3チームで順に神田明神で落語会を開催していた。
- 2023年シーズンは産経新聞社が協賛となり、産経らくごでの配信を実施。また2022年-2023年シーズンは年間優勝チームには産経らくご賞が授与された。
- 2024年シーズンよりチーム制をとらない新体制で活動している。

## メンバー
| チーム       | カラー | 現在の名前   | よみ                      | 師匠                  | 備考                                     |
| ------------ | ------ | ------------ | ------------------------- | --------------------- | ---------------------------------------- |
| さば弁       | 赤     | 春風亭弁橋   | しゅんぷうてい べんきょう | 八代目春風亭柳橋      |                                          |
| さば弁       | 赤     | 神田桜子     | かんだ さくらこ           | 神田陽子              | 講談師                                   |
| さば弁       | 赤     | 三遊亭仁馬   | さんゆうてい じんば       | 五代目三遊亭圓馬      | チームリーダー                           |
| メガネちーむ | 青     | 春雨や晴太   | はるさめや はれた         | 四代目春雨や雷蔵      |                                          |
| メガネちーむ | 青     | 三遊亭花金   | さんゆうてい はなきん     | 三遊亭金遊 三遊亭笑遊 |                                          |
| メガネちーむ | 青     | 春風亭昇りん | しゅんぷうてい しょうりん | 春風亭昇太            | チームリーダー                           |
| ３(three)    | 黄     | 笑福亭茶光   | しょうふくてい さこう     | 笑福亭鶴光            | 2023年〜チームリーダー                   |
| ３(three)    | 黄     | 昔昔亭昇     | せきせきてい のぼる       | 昔昔亭桃太郎          | ルート9リーダー 2022年までチームリーダー |
| ３(three)    | 黄     | 春風亭昇咲   | しゅんぷうてい しょうさく | 春風亭昇太            |                                          |

## 順位
ルート9の審査方法
2021年 - 2022年
- 集客　各チーム落語会来場者一人につき10ポイント。配信は5ポイント。
- グッズ売上　各チーム落語会でのグッズ売上100円につき1ポイント。
- YouTube　各チームの動画にて1いいねにつき1ポイント。

2023年
- 集客　各チーム落語会来場者一人につき20ポイント。配信は10ポイント。
- グッズ売上　各チーム落語会でのグッズ売上100円につき1ポイント。
- YouTube　毎日メンバーが日替わりでshort動画をupし、総再生数1〜10位にポイント付与。

2021年〜2023年まで行われたチーム戦における年間優勝は3年連続3(three)。
|        |          | 実施日         | 集計期間                       | 順位 | チーム       | 集客  | グッズ | 配信  | YouTube | 最終 会場投票 | 合計 ポイント |
| ------ | -------- | -------------- | ------------------------------ | ---- | ------------ | ----- | ------ | ----- | ------- | ------------- | ------------- |
| 2021年 | 中間発表 | 2021年9月19日  | 2021年5月12日〜 2021年9月1日   | 1位  | 3(three)     | 640p  | 659p   | 45p   | 998p    |               | 2342p         |
| 2021年 | 中間発表 | 2021年9月19日  | 2021年5月12日〜 2021年9月1日   | 2位  | メガネちーむ | 530p  | 416p   | 95p   | 748p    |               | 1789p         |
| 2021年 | 中間発表 | 2021年9月19日  | 2021年5月12日〜 2021年9月1日   | 3位  | さば弁       | 490p  | 180p   | 140p  | 765p    |               | 1583p         |
| 2021年 | 最終発表 | 2021年12月18日 | 2021年5月12日〜 2021年12月18日 | 1位  | 3(three)     | 3781p | 3781p  | 3781p | 3781p   | 190p          | 3971p         |
| 2021年 | 最終発表 | 2021年12月18日 | 2021年5月12日〜 2021年12月18日 | 2位  | さば弁       | 3553p | 3553p  | 3553p | 3553p   | 140p          | 3693p         |
| 2021年 | 最終発表 | 2021年12月18日 | 2021年5月12日〜 2021年12月18日 | 3位  | メガネちーむ | 3526p | 3526p  | 3526p | 3526p   | 150p          | 3676p         |
| 2022年 | 最終発表 | 2022年12月18日 | 2022年5月11日〜 2021年12月18日 | 1位  | 3(three)     |       |        |       |         |               |               |
| 2022年 | 最終発表 | 2022年12月18日 | 2022年5月11日〜 2021年12月18日 | 2位  | メガネチーム |       |        |       |         |               |               |
| 2022年 | 最終発表 | 2022年12月18日 | 2022年5月11日〜 2021年12月18日 | 3位  | さば弁       |       |        |       |         |               |               |
| 2023年 | 中間発表 | 2023年8月26日  | 2023年4月12日〜 2023年8月2日   | 1位  | さば弁       |       |        |       |         |               | 1448.5p       |
| 2023年 | 中間発表 | 2023年8月26日  | 2023年4月12日〜 2023年8月2日   | 2位  | メガネちーむ |       |        |       |         |               | 13370p        |
| 2023年 | 中間発表 | 2023年8月26日  | 2023年4月12日〜 2023年8月2日   | 3位  | 3(three)     |       |        |       |         |               | 13310p        |
| 2023年 | 最終発表 | 2023年12月10日 | 2023年4月12日〜 2023年12月10日 | 1位  | 3(three)     |       |        |       |         |               | 3570p         |
| 2023年 | 最終発表 | 2023年12月10日 | 2023年4月12日〜 2023年12月10日 | 2位  | メガネちーむ |       |        |       |         |               | 3425p         |
| 2023年 | 最終発表 | 2023年12月10日 | 2023年4月12日〜 2023年12月10日 | 3位  | さば弁       |       |        |       |         |               | 3104p         |

## メディア活動
- ON THE PLANET（ラジオ出演）
  - 2021年5月4日放送のON THE PLANET（JFN、TOKYO FM※火曜パーソナリティ玉川太福）に三遊亭仁馬、春風亭昇りん、昔昔亭昇が出演、ルート9を紹介した[2]。
- anan（雑誌掲載）
  - 2021年7月14日発売のanan2258号「関係性を愛でるエンタメ」のコーナーに、九龍ジョーの紹介で掲載された[3]。
- ON THE PLANET（ラジオ出演）
  - 2021年10月5日放送のON THE PLANET（JFN、TOKYO FM※火曜パーソナリティ玉川太福）に、さば弁の春風亭弁橋、神田桜子、三遊亭仁馬が出演。中間発表の結果を報告した[4]。
- ON THE PLANET（ラジオ出演）
  - 2021年12月21日放送のON THE PLANET（JFN、TOKYO FM※火曜パーソナリティ玉川太福）に、3(three)の笑福亭茶光、昔昔亭昇、春風亭昇咲が出演。ルート9の年間活動と優勝を報告した[5]。
- サタデーステーション（YouTube出演）
  - 2022年3月19日テレビ朝日のYouTube、ANNnewsCHにてルート9密着映像が公開された[6]。
- SPICE（雑誌掲載）
  - 2022年4月19日e+が運営するエンターテインメント特化型情報メディア「SPICE」にてルート9を特集。三遊亭仁馬、春風亭昇りん、昔昔亭昇がインタビューに答えた[7]。